# Ronel
Ronel è un comune francese di 256 abitanti situato nel dipartimento del Tarn nella regione dell'Occitania.

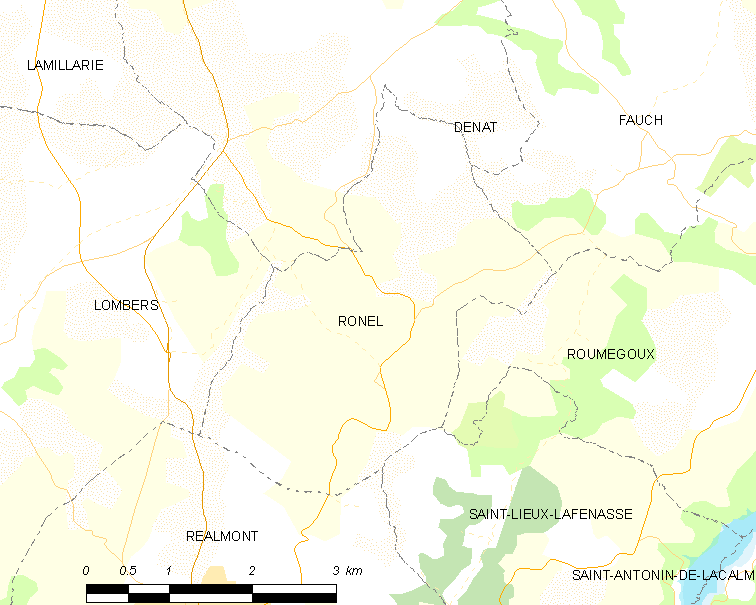

## Società

### Evoluzione demografica
Abitanti censiti